# Phylonome (Tochter des Nyktimos)
Phylonome (altgriechisch Φυλονόμη Phylonómē), Tochter des Nyktimos und der Nymphe Arkadia, ist eine Gestalt der griechischen Mythologie.
Sie gebar dem Kriegsgott Ares die Zwillinge Lykastos und Parrhasios. Aus Furcht vor dem Vater setzte Phylonome sie in den Bergen des Erymanthos aus (oder warf sie, gemäß einer anderen Lesart, in den gleichnamigen Fluss).
Die Kinder wurden von einer Wölfin gesäugt und später von einem Hirten aufgezogen, der ihnen die Namen Lykastos – von griechisch λύκος lýkos, deutsch ‚Wolf‘ – und Parrhasios gab. (Die Legende zeigt hier eine auffallende Parallele zur Erzählung von Rhea Silvia und ihren Söhnen Romulus und Remus.) Als die Zwillinge herangewachsen waren, übernahmen sie die Herrschaft in Arkadien.

## Quelle
- Pseudo-Plutarch, Parallela minora 36,1